# 瀧澤陽子
瀧澤 陽子（たきざわ ようこ）は日本のエッセイスト。日本ペンクラブ会員。

## 来歴
千葉県船橋市生まれ。明治学院大学仏文科卒業。
日刊ゲンダイ記者とアジア・アフリカ作家会議事務局員を兼務。1999年度「優駿エッセイ賞」佳作受賞。
著書に、中山競馬場の発売窓口で働いた経験を綴ったエッセイ『競馬場のマリリン』（平原社）、その続編となる『三角のマリリン』（平原社）がある。
競馬エッセイのみならず、映画ライターとしても活動。